# Aetholopus thylactoides
Aetholopus thylactoides là một loài bọ cánh cứng trong họ Cerambycidae.